# Universidad de los Andes
La Universidad de los Andes (UANDES) és una universitat privada autònoma de la ciutat de Santiago de Xile. Va ser fundada el 1989 inspirada en l'Opus Dei xilè. La seva seu central es troba a Santiago de Xile. Des de juny de 2019 és membre de l’CRUCH.
La formació espiritual i doctrinal de la Universitat està inspirada en l'Opus Dei, de manera que compta amb atenció espiritual catòlica a càrrec de la Prelatura de l'Opus Dei i imparteix formació als seus alumnes en teologia, antropologia i ètica. L'actual capellà general a càrrec de l'atenció espiritual, tant dels alumnes com dels funcionaris, és el prevere Sebastià Urruticoechea. A més, el rector honorari d'aquesta universitat és el Prelat de l'Opus Dei, Monsenyor Fernando Ocáriz Braña.
El juny de 2019, el Consell de Rectors de les Universitats Xilenes (CRUCH) va aprovar la incorporació de la Universitat dels Andes a l'organisme.

## Infraestructura
Al Campus San Carlos d'Apoquindo, la Universitat compta amb nou edificis, inclosos l'Escola de Negocis AQUEST Business School, l'edifici d'Enginyeria, una biblioteca, l'Edifici Central, que alberga les oficines de la majoria de les unitats de suport, sales de classes, una sala de graus, i les oficines de rectoria. A més té dos camps clínics propis, un d'ells és un centre de salut situat a San Bernardo i la Clínica Universitat dels Andes, que està integrada a campus universitari.

## Facultats
Algunes facultats són les següents:
- Periodisme
- Enginyeria
- Ciències
- Ciències Econòmiques i Comercials
- Dret
- Medicina
- Psicologia